# سان میگل د کرنخا
سان میگل د کرنخا دهستانی در استان آبیلای اسپانیا است.
در این دهستان ۱۰۱ نفر زندگی می‌کنند. مساحت این دهستان ۶٫۸۵ کیلومتر مربع است.